# Sainte Hune
Sainte Hune est une sainte alsacienne née au VIe siècle et morte vers l'an 600, elle est apparentée au duc de bourgogne de l'époque mérovingienne.

## Une enfance meurtrie
Elle est mal aimée dans une famille aristocratique franque désunie, son père la plaçant comme cuisinière au château de la Hunière au même titre que les domestiques du château familial. Cependant, ses années éprouvantes lui font découvrir et apprécier l'amitié des lavandières qui l'accompagnent, ces dernières, aux dires de la légende dorée des hagiographes médiévaux, menant une vie simple mais heureuse.

## Un modèle d'humilité et de patience
Elle mène une vie au contact de population restée païenne dans l'Alsace du haut Moyen Âge, soit de paganisme gréco-romain ou germanique. Son caractère fort lui permait de garder la foi chrétienne. Après cela, elle est mariée de force à un seigneur âgé réputé pour sa brutalité mais elle garde néanmoins sa virginité et s'enferme dans un couvent où elle se consacre à Dieu. Selon la légende, elle se lie d'amitié dans les dernières années de sa vie à saint Dié, évêque de Nevers.

## Hommage
Un vignoble porte le nom de sainte Hune avec l'image du vitrail qui lui est dédié dans l'église de Hunawihr sur l'étiquette de la bouteille. Cette plantation viticole appelée officiellement Clos Sainte-Hune appartient depuis plus de 200 ans à la famille Trimbach produisant environ 8 000 bouteilles de riesling rosacker. Le vin est rare et cher, il est vendu aux enchères chaque année selon la Revue du vin de France.